# AW09
O AW09, anteriormente chamado SH09, é um helicóptero de última geração, monomotor com alto desempenho, que oferece versatilidade integrada para atender diversas missões. Desenvolvido na Suíça pela Kopter Group, adquirida pela Leonardo em 2020. No Brasil, possui a distribuição exclusiva da Gualter Helicópteros, em um acordo firmado em 2023, no evento LABACE.
O AW09 apresenta tecnologia de última geração, otimizado para uma ampla gama de funções, incluindo transporte de passageiros, serviços públicos, aeromédico (EMS) e segurança pública. Se trata de helicóptero leve que combina flexibilidade e espaço, proporcionando um ambiente para até oito passageiros. 
O AW09 é equipado com aviônicos avançados que aumentam a segurança e a consciência situacional, e um sistema rotor de cinco pás de material composto que oferece manobrabilidade superior. Com uma estrutura leve e de material composto para garantir resistência a impactos, o AW09 possui excelente desempenho graças ao motor Safran Arriel 2k, a evolução mais recente da forte família Arriel, que incorpora tecnologia de última geração, redução no consumo de combustível e moderno sistema FADEC de duplo canal com sistema de backup auxiliar.

## Guálter Helicópteros
Fundada pelo empresário Gualter Pizzi, a Gualter Helicópteros é uma empresa especializada na intermediação de compra e venda de aeronaves com foco na aviação executiva no Brasil. A Gualter Helicópteros é a distribuidora exclusiva do AW09, o monoturbina de última geração da Leonardo, no Brasil. Essa parceria foi firmada durante a realização do evento Catarina Aviation Show 2023. Dois meses após o acordo, contratos iniciais de venda foram assinados na LABACE 2023. 